# Pinus heeri
Pinus heeri là một loài thực vật hạt trần trong họ Pinaceae. Loài này được Brúgger ex Seiler mô tả khoa học đầu tiên năm 1908.